# Beris angustifacies
Beris angustifacies är en tvåvingeart som beskrevs av Akira Nagatomi och Tanaka 1972. Beris angustifacies ingår i släktet Beris och familjen vapenflugor. Inga underarter finns listade i Catalogue of Life.